# Helig (1897)
Helig är komponerad 1897 och är ett moment i den kristna mässan som heter Sanctus. Melodin är komponerad efter Böhmiska brödernas sångbok 1544.

## Publicerad i
- Musiken till Svenska Mässan 1897.
- Den svenska mässboken 1942, del 1.
- Gudstjänstordning 1976, del II Musik. (bearbetad)
- Den svenska kyrkohandboken 1986 under Helig.